# Montain
Montain ist eine französische Gemeinde im Département Jura in der Region Bourgogne-Franche-Comté. Sie gehört zum Arrondissement Lons-le-Saunier und zum Kanton Poligny. Die Einwohner nennen sich Montinois oder Montinoises. 
Die Nachbargemeinden sind Le Louverot im Norden, Lavigny im Osten, Le Pin im Süden und Plainoiseau im Westen.

## Weblinks

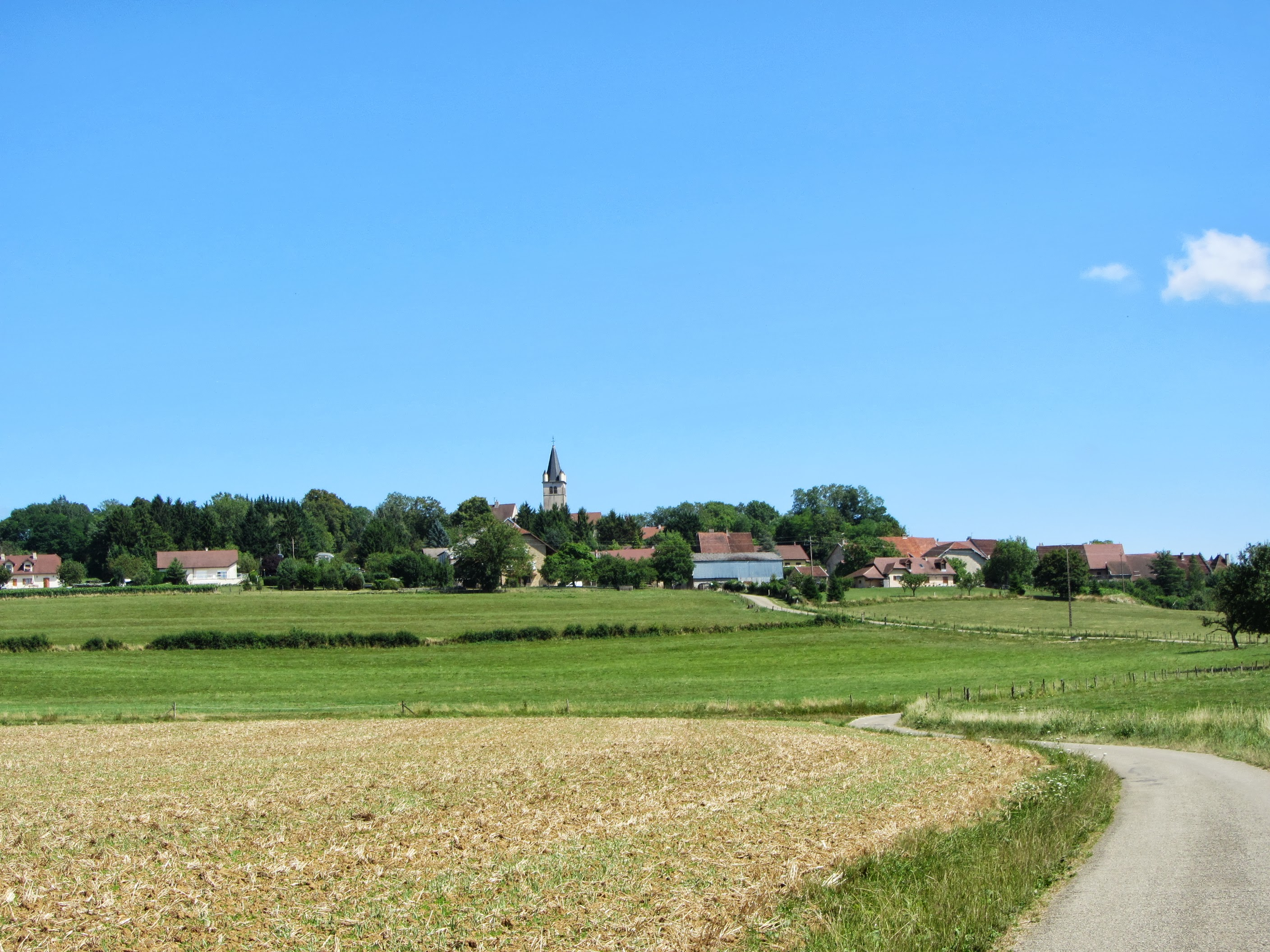
Blick auf Montain

## Bevölkerungsentwicklung
| Jahr                       | 1962 | 1968 | 1975 | 1982 | 1990 | 1999 | 2006 | 2017 |
| Einwohner                  | 183  | 175  | 176  | 308  | 355  | 405  | 493  | 509  |
| Quellen: Cassini und INSEE |      |      |      |      |      |      |      |      |